# Pawieł Żuk
Pawieł Dzmitryjewicz Żuk (biał. Павел Дзмітрыевіч Жук, ros. Павел Дмитриевич Жук, Pawieł Dmitrijewicz Żuk; ur. 3 marca 1956 w Baranowiczach) – białoruski wydawca, założyciel i wydawca szeregu czasopism, m.in. „Nasza Niwa”, „Swaboda”, „Nawiny” i „Nasza Swaboda”.

## Życiorys
Urodził się 3 marca 1956 roku w Baranowiczach, w obwodzie brzeskim Białoruskiej SRR, ZSRR. W 1978 roku ukończył studia na Wydziale Fizyki Białoruskiego Uniwersytetu Państwowego im. Lenina. W 1984 roku ukończył aspiranturę w Instytucie Fizyki Akademii Nauk Białoruskiej SRR (AN BSRR). Pracował jako pracownik naukowy w Instytucie Chemii Fizyczno-Organicznej AN BSRR. W latach 1992–1994 próbował stworzyć na Białorusi niezależną telewizję. Założył niepaństwową kompanię telewizyjną MM4, której działalność została zabroniona przez władze. W latach 1997–1999 był właścicielem drukarni. Po wyborach prezydenckich w 1999 roku został pozbawiony licencji w wyniku oskarżenia o drukowanie materiałów wyborczych.

### Działalność wydawnicza
W 1989 roku był jednym z wydawców niepaństwowego czasopisma „Litaratura”. Brał udział w wydawaniu gazety „Nawiny BNF” – organu prasowego Białoruskiego Frontu Ludowego, ruchu o charakterze antykomunistycznym i niepodległościowym. W kwietniu 1991 roku założył gazetę „Nasza Niwa” (red. Siarhiej Dubawiec).
Od 1990 roku wydawał największą w tamtym czasie niezależną gazetę „Swaboda” (red. Ihar Hiermianczuk), jedno z najpopularniejszych czasopism epoki białoruskiego odrodzenia na początku lat 90. XX wieku. Gazeta wydawana była taraszkiewicą i sięgała nakładu 100 tysięcy egzemplarzy. Za publikacje krytyczne wobec prezydenta Alaksandra Łukaszenki, białoruskie władze wielokrotnie usiłowały zamknąć gazetę. Wreszcie 24 listopada 1997 roku „Swaboda” została zlikwidowana wyrokiem Wyższego Sądu Gospodarczego (Za niejednokrotną publikację materiałów o antyprezydenckiej treści, od 1994 roku) i przez pewien czas ukazywała się tylko w Internecie. W styczniu 1998 roku Pawieł Żuk wznowił wydawanie gazety pod tytułem „Nawiny” (na jej pierwszej stronie do końca 1998 roku widniało zmniejszone logo „Swabody” z dopiskiem Zakazana 24 listopada 1997 r.). Od 1999 roku Pawieł Żuk był jednocześnie jej wydawcą i pełniącym obowiązki redaktora naczelnego. We wrześniu 1999 roku sekretarz stanu Rady Bezpieczeństwa Białorusi Wiktar Szejman wygrał z gazetą proces sądowy. „Nawiny” zostały skazane na grzywnę w wysokości 10 miliardów rubli białoruskich (ok. 50 tysięcy dolarów amerykańskich), co doprowadziło to likwidacji czasopisma.
Wydawnictwo zostało wznowione przez Pawła Żuka po raz kolejny w lutym 2000 roku pod tytułem „Nasza Swaboda”. Przed końcem tego samego roku gazeta wyszła z „białymi plamami” cenzury, co było pierwszym tego typu przypadkiem na Białorusi od 1994 roku. Stało się to w wyniku interwencji Państwowego Komitetu ds. Druku, który w ostatniej chwili zabronił publikacji historyjek obrazkowych, nawiązujących do Łukaszenki, w dodatku „Stinger”.

## Życie prywatne
Pawieł Żuk jest żonaty, ma syna.